# Asclera auripilis
Asclera auripilis är en skalbaggsart som beskrevs av Vandyke 1946. Asclera auripilis ingår i släktet Asclera och familjen blombaggar. Inga underarter finns listade i Catalogue of Life.